# قورباغه زهرآگین رنگرز
قورباغه زهرآگین رنگرز (نام علمی: Dendrobates tinctorius)، که همچنین به عنوان قورباغه زهری کبالت، تینک (لقب کسانی که در سرگرمی نگهداری قورباغه زهری هستند) نیز شناخته می‌شود، گونه‌ای از قورباغه زهرآگین است. این قورباغه یکی از متنوع‌ترین و بزرگ‌ترین گونه‌های قورباغه‌های زهری است که معمولاً به طول پوزه تا مخرج حدود ۵۰ میلیمتر (۲٫۰ اینچ) می‌رسد. در بخش شرقی سپر گویان، از جمله بخش‌هایی از گویان فرانسه، گویان، سورینام و برزیل توزیع شده است. این نوع قورباغه‌ها معمولاً دوست دارند در زمین بمانند زیرا شکار راحت‌تر است. آنها همچنین تمایل دارند تا در توده‌های آبی مانند رودخانه‌ها یا بالا رفتن از درختان نیز بمانند. به همین دلیل آنها بیشتر در نزدیکی جنگل‌های بارانی آمازون زندگی می‌کنند. برای جفت‌گیری مراسم خاصی دارند و قورباغه‌های خود را در آب شیرین رها می‌کنند.

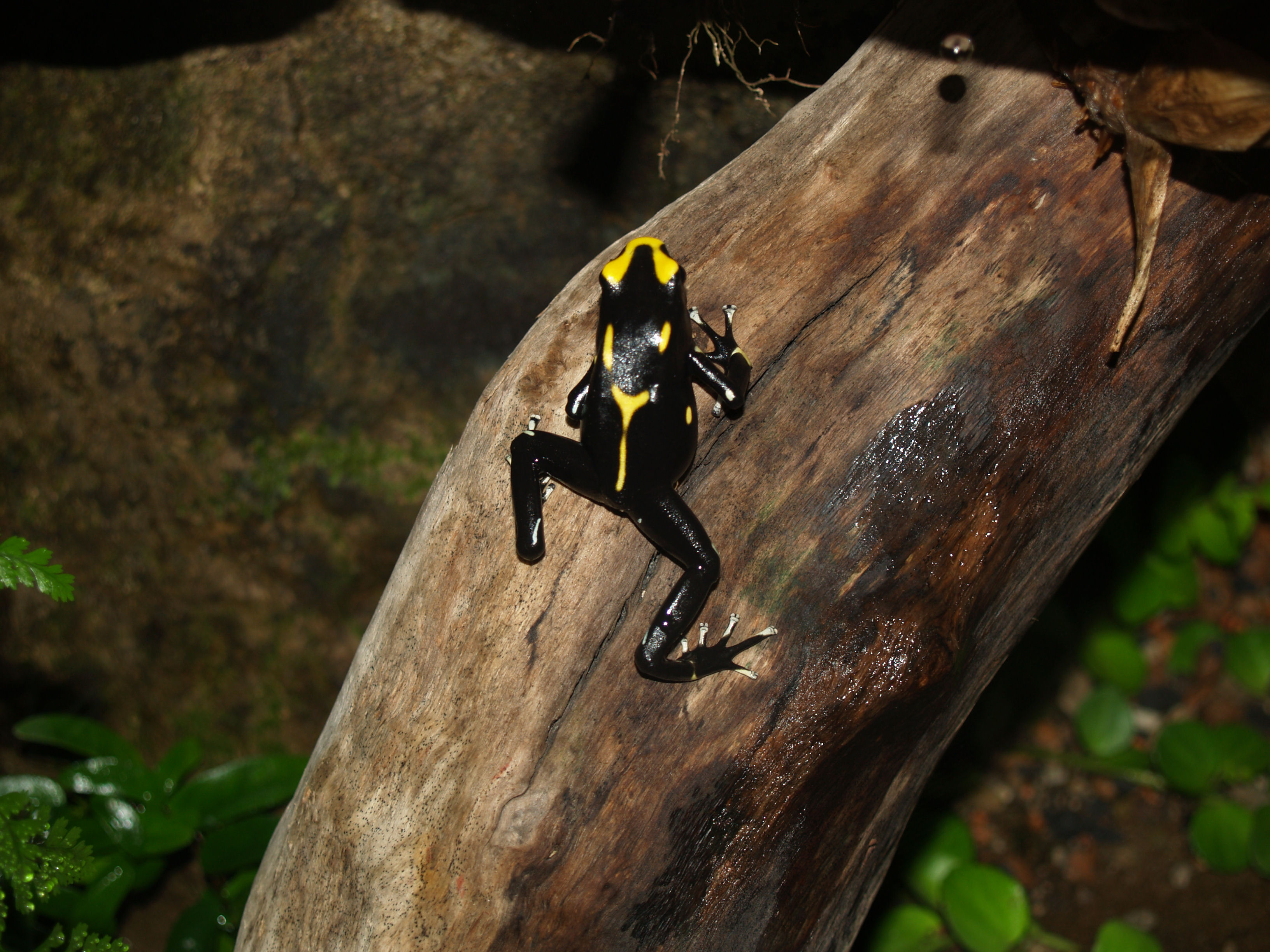
نر Dendrobates tinctorius "Alanis" در حال صعود در باغ وحش زوریخ

## زهر
آلکالوئید اصلی حمل‌شده توسط این گونه پومیلیوتوکسین (PTX) است که بسیار سمی است. پومیلیوتوکسین (PTX) با تأثیر بر کانال‌های کلسیمی با انقباض‌های عضلانی تداخل می‌کند و سبب مشکلات حرکتی، تشنج‌های کلونیک، فلج یا حتی مرگ می‌شود. زهر Dendrobates tinctorius می‌تواند سبب مشکلات قلبی تنفسی شود، عمدتاً از طریق اثر نوروتوکسیک، که بر کانال‌های سدیم و پتاسیم تأثیر می‌گذارد، انقباض عضلانی و در نتیجه قلب و ماهیچه تنفسی را مختل می‌کند.

## نگارخانه

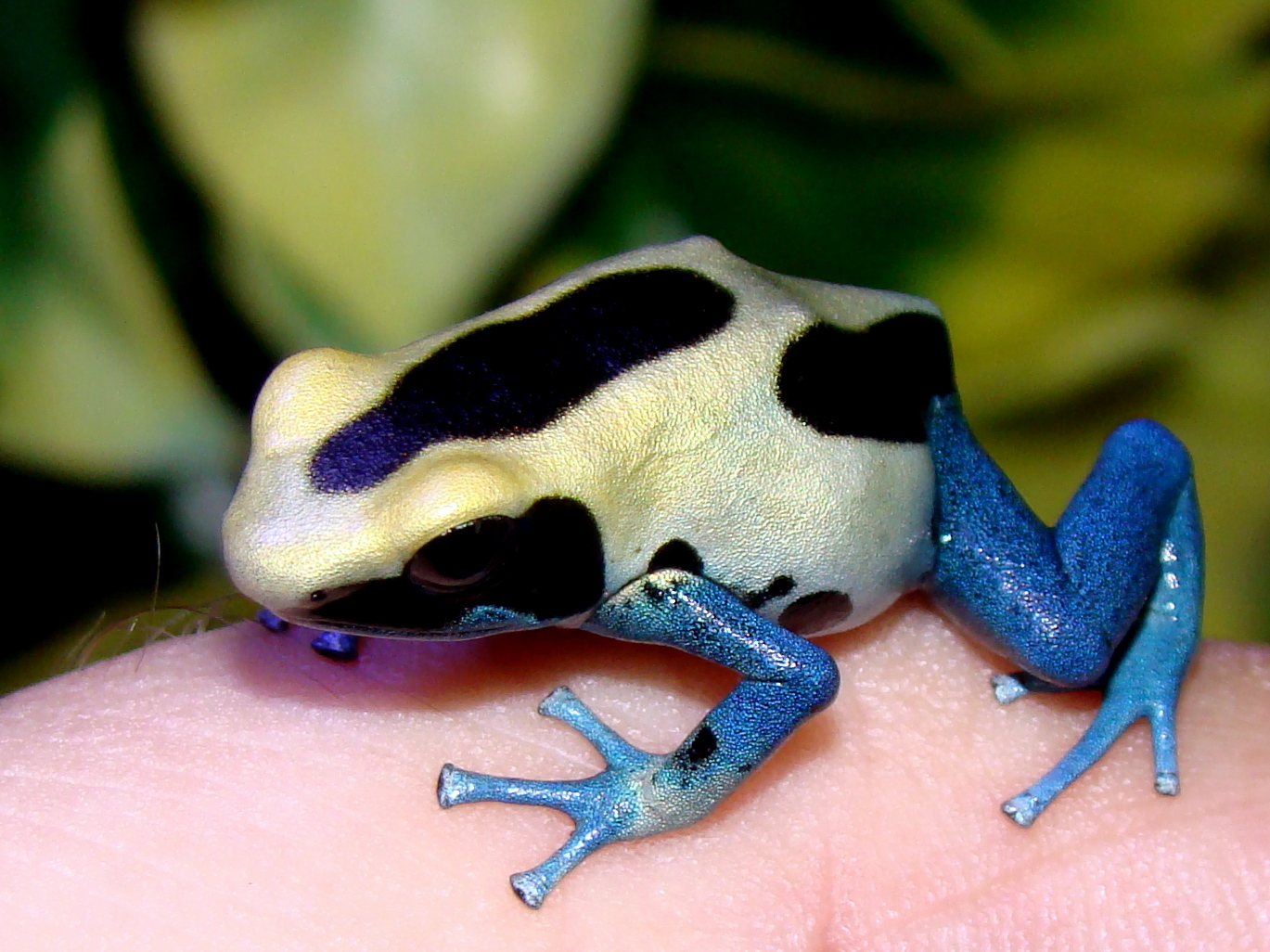
D. tinctorius "پاتریشیا"
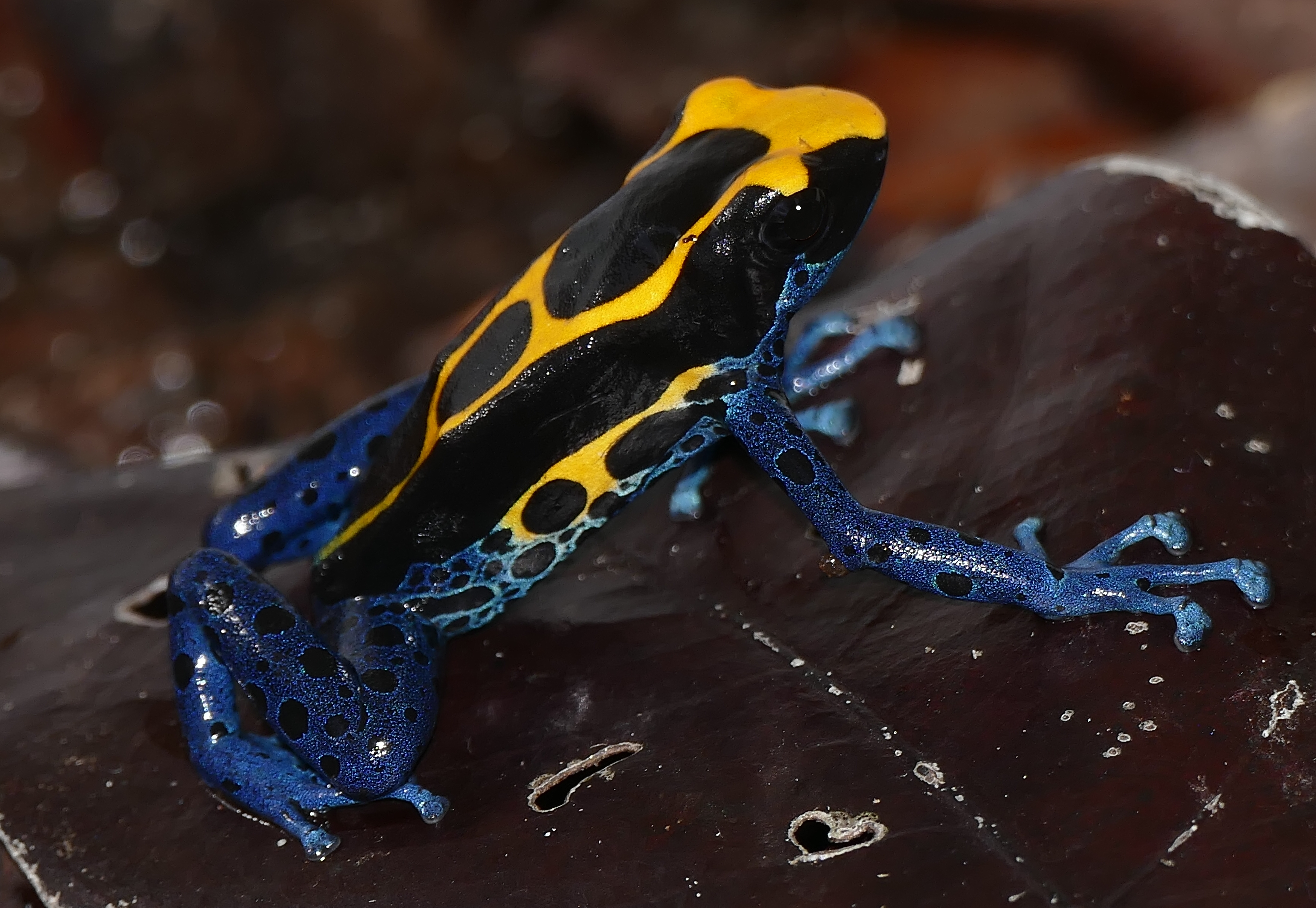
در رورا ، گویان فرانسه
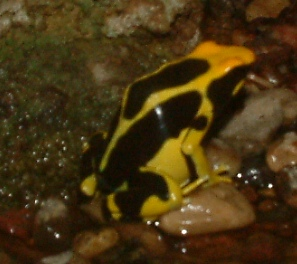
D. tinctorius "رجینا"
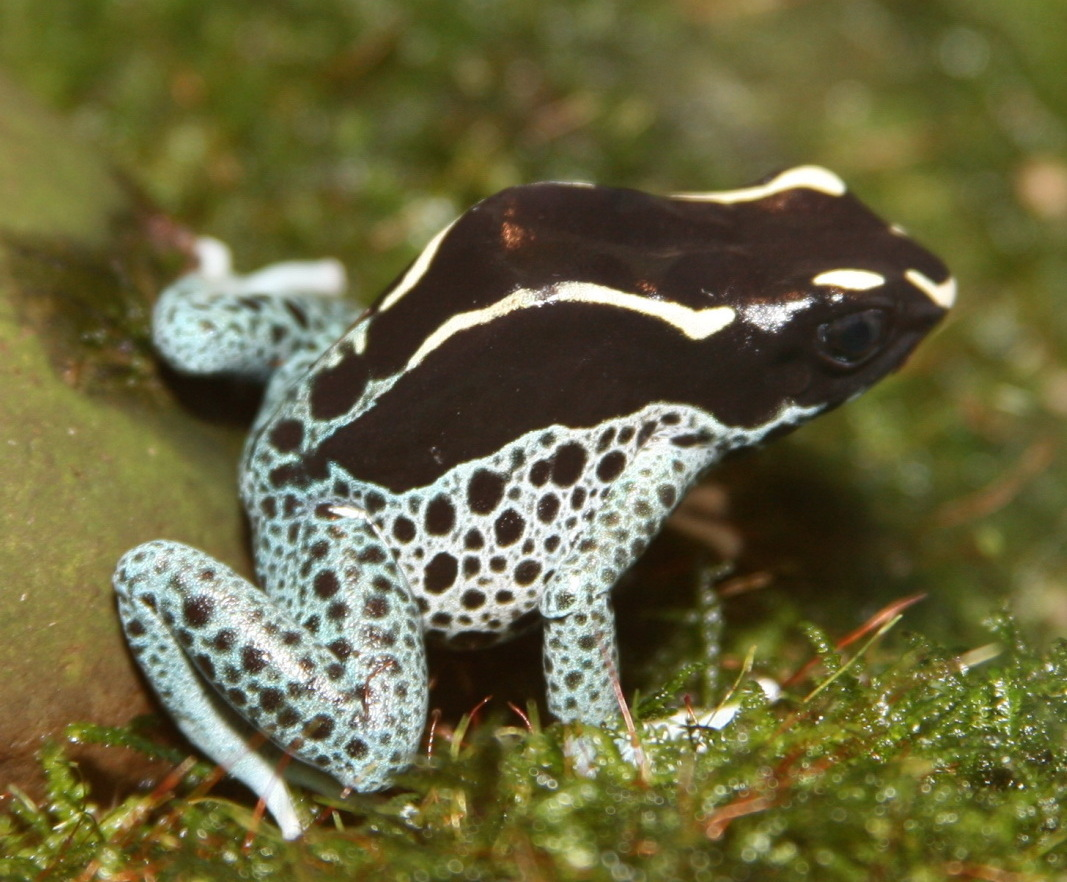
D. tinctorius "پودری آبی"
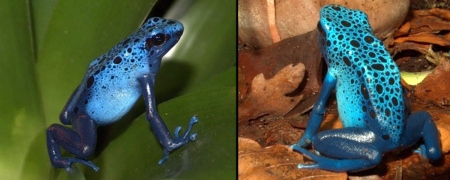
"D. tinctorius" فیروزه‌ای
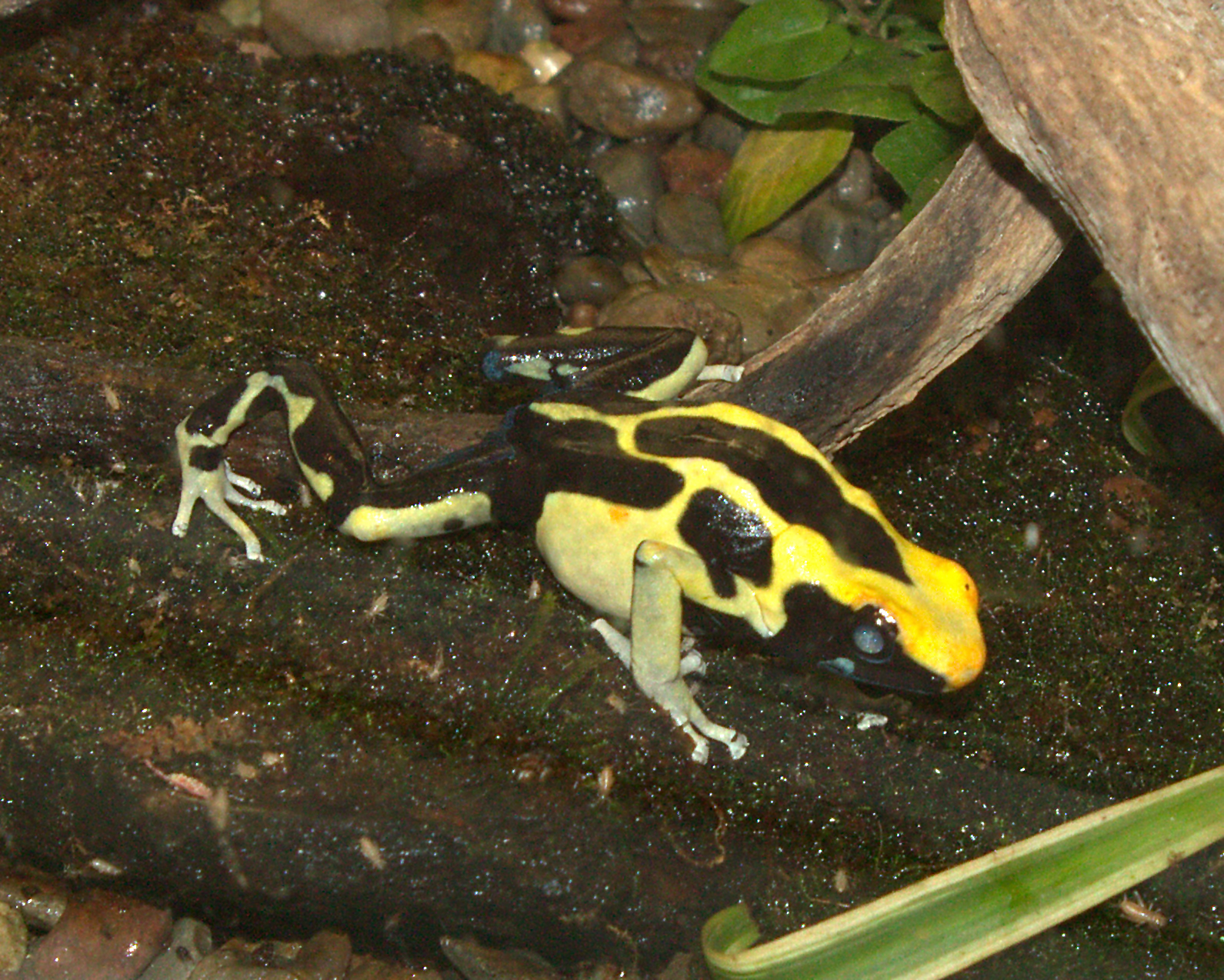
D. tinctorius "پرتقالی غول‌پیکر"
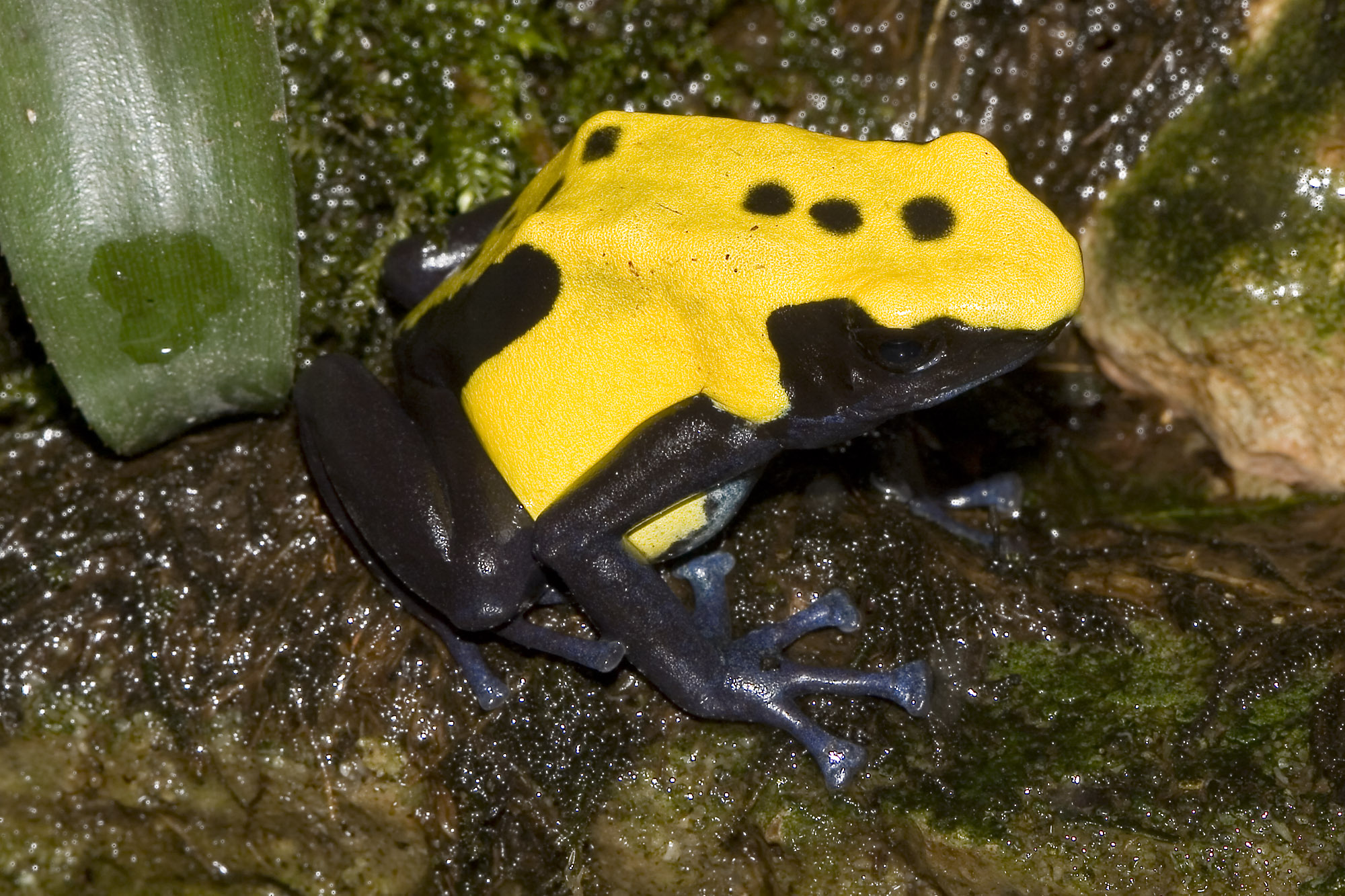
"D. tinctorius" لیمویی
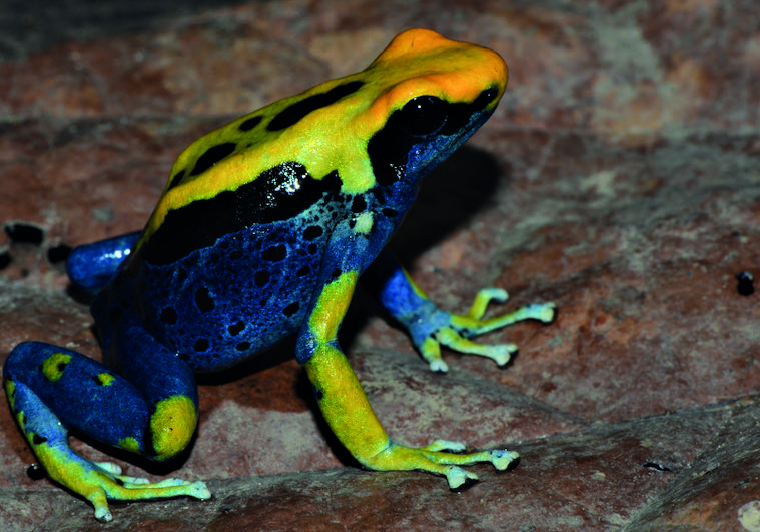
در آمپا ، برزیل